# Panzeria laevigata
Panzeria laevigata är en tvåvingeart som först beskrevs av Johann Wilhelm Meigen 1838.  Panzeria laevigata ingår i släktet Panzeria och familjen parasitflugor. Inga underarter finns listade i Catalogue of Life.